# Узлян Тигран Джаникович
Узлян Тигран Джаникович (рос. Узлян Тигран Джаникович; грец. Τιγκράν Ουζλιάν; 11 лютого 1968, Цкибин, Гульрипський район, Абхазька Автономна Радянська Соціалістична Республіка) — радянський, пізніше грецький боксер вірменського походження, призер чемпіонату Європи.

## Боксерська кар'єра
Боксом Тигран Узлян займався з шкільних років. 1989 року став переможцем Кубку СРСР. 1993 року переїхав на постійне проживання до Греції і у подальшому захищав її кольори.
На Олімпійських іграх 1996 в напівлегкій вазі програв у першому бою Рамазу Паліані (Росія) — 2-27.
1997 року на Середземноморських іграх у легкій вазі програв у півфіналі і отримав бронзову медаль.
На чемпіонаті світу 1997 програв у першому бою.
На чемпіонаті Європи 1998 здобув перемоги над Віллі Бленом (Франція) та Ігорем Сердюком (Україна), програв у півфіналі Каю Густе (Німеччина) і отримав бронзову медаль.
На чемпіонаті світу 1999 програв у першому бою.
На Олімпійських іграх 2000 переміг Асхара Алі Шаха (Пакистан) і програв майбутньому чемпіону Маріо Кінделану (Куба).
На професійному рингу провів п'ять боїв, зазнавши однієї поразки і здобувши чотири перемоги.